# Grolle
Pour les articles homonymes, voir Grolle (homonymie).
Grolle (ou grole) est un mot servant à dénommer deux objets artisanaux en bois typiques des Alpes nord-occidentales, en particulier de la Savoie et de la Vallée d'Aoste.

## Étymologie
Le mot grolle dérive du latin vulgaire grolla, par l'intermédiaire du francoprovençal, qui atteste dès le XIIIe siècle le mot grola signifiant « vieux soulier » et grolier signifiait « savetier », d'où l'utilisation du mot grolles pour désigner des chaussures.

## Description
En Savoie, le mot grolle indique un bol en bois à becs multiples qui sert à boire un mélange de café et d’eau-de-vie.
En Vallée d'Aoste, ce terme définit un vase en bois sculpté (en noyer ou en érable), alors que le récipient pour boire le café à la valdôtaine est dénommé en français valdôtain Coupe de l'amitié. Le mot grolle est toutefois utilisé improprement pour indiquer ce dernier récipient aussi.

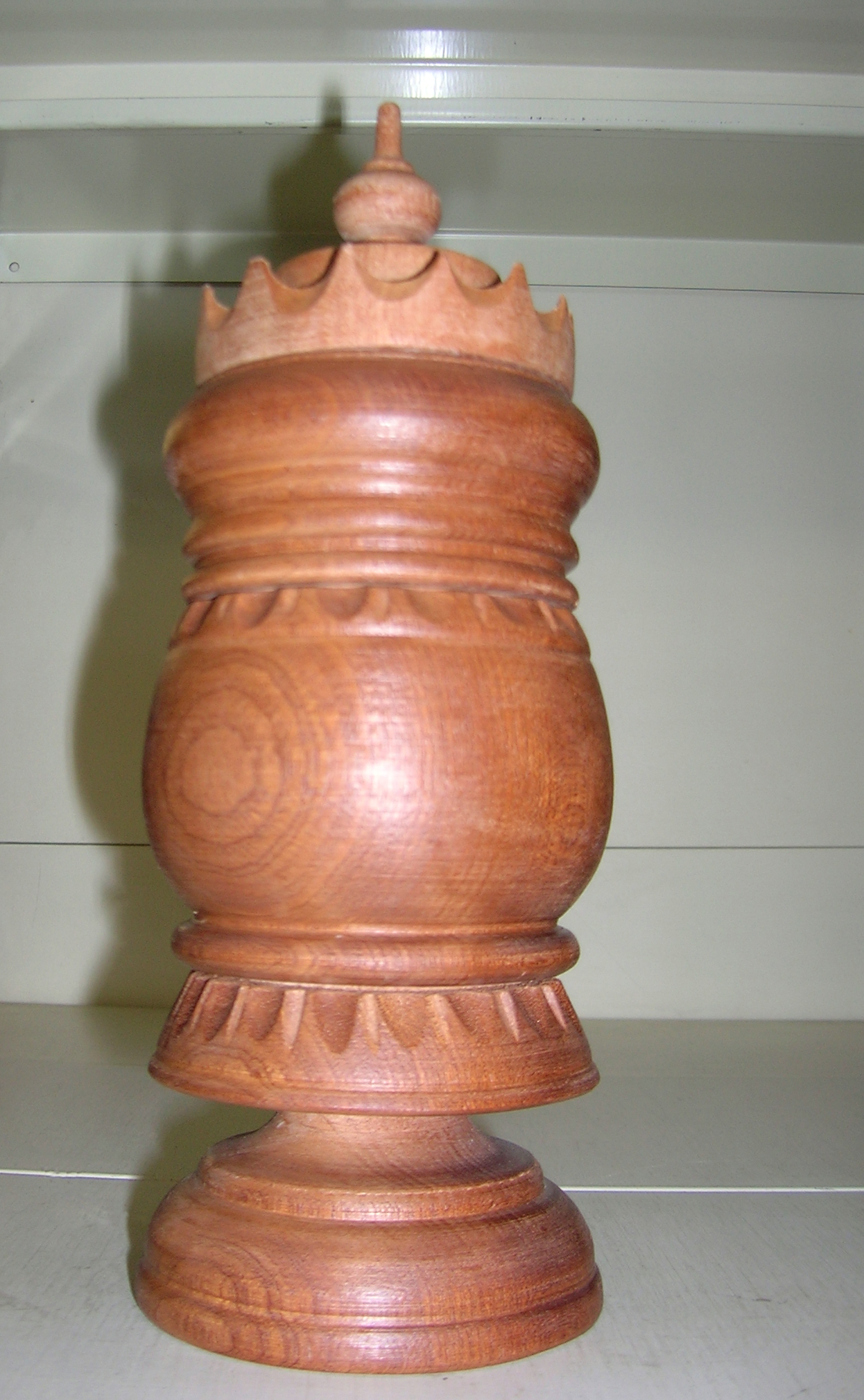
Grolle.
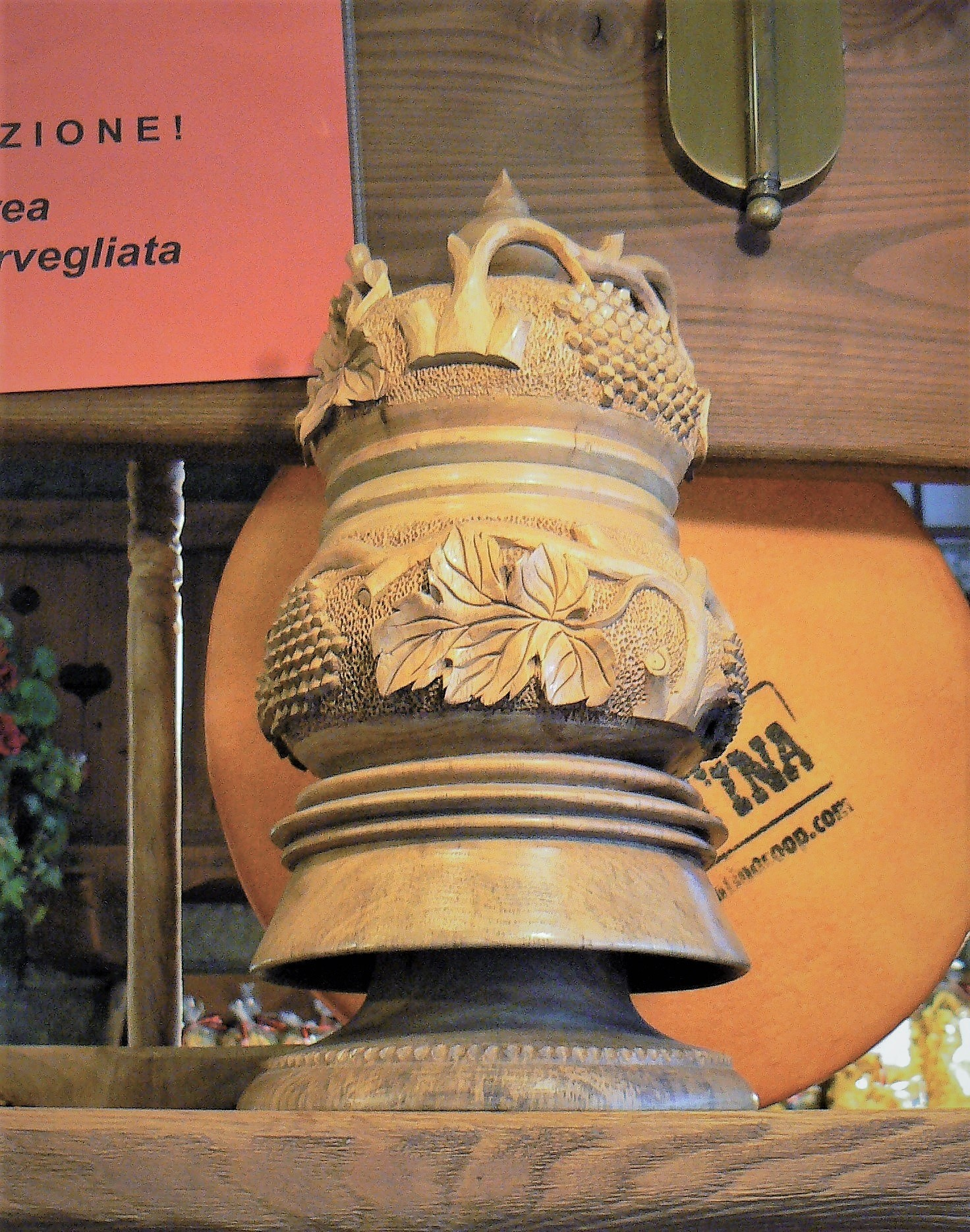
Grolle.
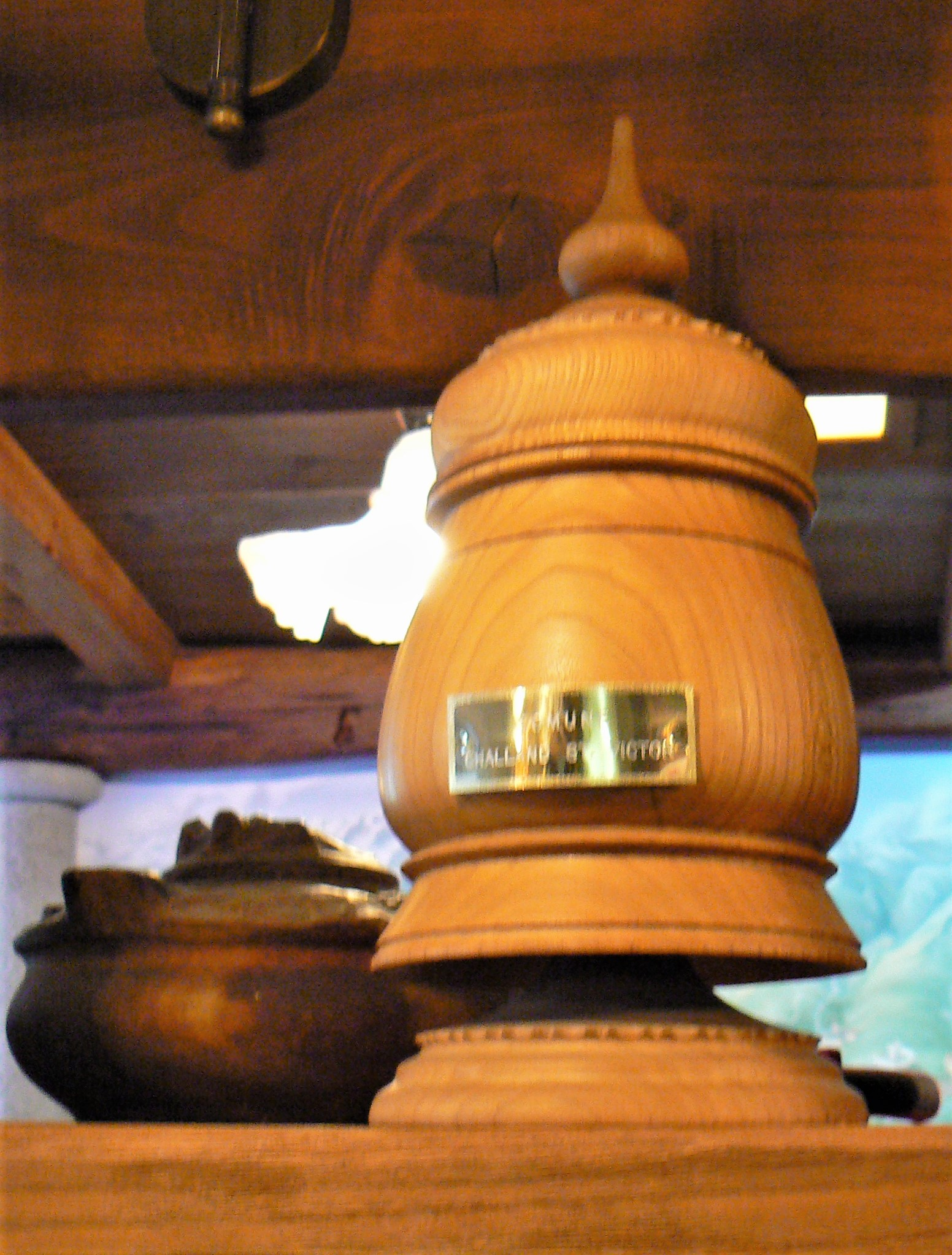
Grolle.
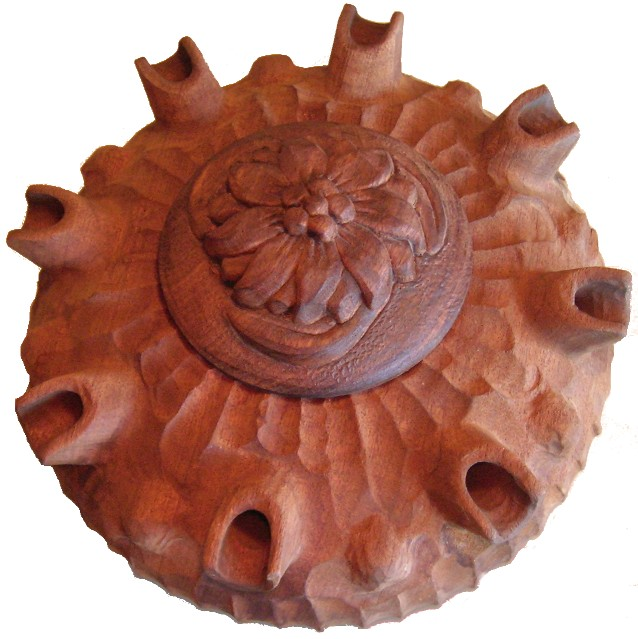
Coupe de l'amitié à huit becs.

Autour du trou central, orné d'un couvercle sculpté, on trouve de deux à plusieurs trous appelés becs, toujours en nombre pair.

## Histoire
La grolle est originaire de la Vallée d'Aoste. Dans le Valais, un vase en bois appelé graoula possède la même fonction que la grolle valdôtaine.

## Utilisation
On y boit un mélange de café, de gnôle et de sucre, éventuellement agrémenté de zestes d'oranges et de citrons. Cette recette est appelée café à la cogneintse en Vallée d'Aoste.
Chaque participant boit à son tour par l'un des becs, avant de passer la coupe de l'amitié à son voisin, afin de ne pas en renverser, en buvant par le bec choisi, dans le sens inverse des aiguilles d'une montre. Il convient alors de boucher les deux becs adjacents avec ses pouces. La coutume veut que la coupe de l'amitié ne soit pas reposée sur la table tant qu'elle n'est pas vide.

### Biographie
- Jean-Marie Jeudy, Les mots pour dire la Savoie : Et demain, j'aurai autre chose à vous raconter, Montmélian, La Fontaine de Siloé, coll. « Savoie proche », 2006, 540 p. (ISBN 978-2-84206-315-3, lire en ligne), p. 262-263